# Flamets-Frétils
Flamets-Frétils is een gemeente in het Franse departement Seine-Maritime (regio Normandië) en telt 154 inwoners (1999). De plaats maakt deel uit van het arrondissement Dieppe.

## Geografie
De oppervlakte van Flamets-Frétils bedraagt 12,6 km², de bevolkingsdichtheid is 12,2 inwoners per km².
De onderstaande kaart toont de ligging van Flamets-Frétils met de belangrijkste infrastructuur en aangrenzende gemeenten.

## Demografie
Onderstaande figuur toont het verloop van het inwonertal (bron: INSEE-tellingen).